# Аварія критичності
Аварія критичності — випадкова неконтрольована ланцюгова реакція ядерного поділу. Її іноді називають критичним відхиленням, відхиленням критичної потужності або дивергентною ланцюговою реакцією. Будь-яка така подія передбачає ненавмисне накопичення або утворення критичної маси матеріалу, що розщеплюється, наприклад збагаченого урану або плутонію. Аварії в критичному стані можуть вивільнити потенційно смертельні дози радіації, якщо вони відбуваються в незахищеному середовищі.
За звичайних обставин критична або надкритична реакція поділу (реакція самопідтримуючої або зростаючої потужності) має відбуватися лише в безпечно захищеному місці, наприклад, в активній зоні реактора або у відповідному тестовому середовищі. Аварія критичності виникає, якщо така сама реакція досягається ненавмисно, наприклад, у небезпечному середовищі або під час технічного обслуговування реактора.
Незважаючи на те, що критична маса є небезпечною та часто смертельною для людей у безпосередній близькості, утворена критична маса не зможе спричинити потужний ядерний вибух, який створюють ядерні бомби. Це тому, що всі конструктивні особливості, необхідні для виготовлення ядерної боєголовки, не можуть виникнути випадково. У деяких випадках тепло, що виділяється в результаті ланцюгової реакції, призведе до розширення матеріалів, що діляться (та інших поблизу них). У таких випадках ланцюгова реакція може або перейти в стаціонарний стан низької потужності, або навіть тимчасово або назавжди припинитися (докритичний).
В історії розвитку атомної енергетики сталося принаймні 60 аварій критичного стану, у тому числі 22 у технологічному середовищі, поза активними зонами ядерних реакторів або експериментальними збірками та 38 у невеликих експериментальних реакторах та інших тестових збірках. Хоча технологічні аварії поза реакторами характеризуються великими викидами радіації, вони є локальними. Тим не менш, смертельні радіаційні опромінення сталися для людей, близьких до цих подій, що призвело до понад 20 летальних випадків. У кількох реакторах і критичних аваріях на складанні експерименту вивільнена енергія спричинила значні механічні пошкодження або вибухи пари. 

## Фізична основа
Критичність виникає, коли достатня кількість розщеплюваного матеріалу (критична маса) накопичується в невеликому об’ємі так, що кожен нейтрон, який у свою чергу, вражає інший розщеплюваний атом, викликаючи новий поділ. Це призводить до того, що ланцюгова реакція стає самопідтримуваною в масі матеріалу. Іншими словами, у критичній масі кількість нейтронів, випущених з часом, точно дорівнює кількості нейтронів, захоплених іншим ядром або втрачених у навколишнє середовище. Якщо маса надкритична, кількість нейтронів, випущених за одиницю часу, перевищує поглинання або втрату, що призводить до каскаду ядерного поділу зі зростаючою швидкістю.

## Дивись також
- Критичність ядерного реактора
- Радіаційна аварія